# 邓聿文
邓聿文（1968年3月16日—），男，江西新余人，记者、作家、评论员，現居美國新泽西州。

## 生平

### 體制內媒體
邓聿文曾是中共中央党校校刊《学习时报》记者、副编审，英国诺丁汉大学中国政策研究所访问学者。2002年10月，邓聿文以聘用人员（编制外人员）的身份入职《学习时报》。2012年中共領導人交接前夕，邓聿文受到上級（習時任校長）指示，撰写长文《胡温的政治遗产》試探輿論，文中对胡温体制执政的十年进行过較辛辣的批评，不過事件驚動高層，他因此揹了黑鍋，被《学习时报》取消署名权，不過輾轉之下仍能發文章。2013年3月，邓聿文在《金融时报》又以職務名稱，公开撰文《中国应该抛弃朝鲜》评论中华人民共和国对朝鮮人民民主主義共和國的现行政策，提出丢弃違反聯合國規定研究核武的朝鲜，該事件影響到了外交部；導致不久之后，其在《学习时报》的职务被停。

### 離開中國大陸與封殺
2018年8月，已經是個人撰文者的邓聿文，重提因涉敏被解聘一事，他表示對於發言不當，造成的黨的損失可以理解和負責，但其遭遇莫須有的抹黑指控，雖然不明白出此策略的理由，但這已經無法忍受，加上其他因素，故辗转来到美国安養。2018年，邓聿文在《纽约时报》发表《给习近平的七个忠告》。2020年7月，邓聿文在《中国：历史与未来》网站发表长文《中国国家主义的兴起、习近平政权的过渡性及美国的应对》，稱“若美国的民主继续遭受破坏，自身问题成堆，政治人物不能负起责任且把责任外推给中国、不断妖魔化中国，美国打击中国的道义基础将得不到中国国内多数民众的支持，一些对美国民主还抱有信心的人也不得不弃美而去”。2020年9月2日，邓聿文与妻子在北京的四个银行户口被國安委冻结，包括中国银行、中国建设银行與中信银行的北京分行户口，涉款近30萬元人民幣，雖然懷疑被當局以言定罪，但經詢問監聽他的國保與搜捕他的公安後，警察也未能給出具體罪狀而感到一頭霧水，因為連家人都受到波及，故公開事件內幕。2021年美國總統拜登上任，他發文指觀察到美國正在進行戰略收縮調整，但總體上美國移民歷史尚年輕，仍處於學術先進和經濟增長階段，說「東升西降」只是相對的看法，且操弄極端民族主義對中美都是危險之舉。2024年他發文表示應當警惕特朗普二次執政危機，稱特朗普執政破壞了美國的民主制度、法治原則、道德標準、國際聲譽等，共和黨將私利淩駕於美國國家利益和民眾利益之上。

## 著作
- 《幸福的权利》
- 《中国必须赢》
- 《中国经济大突围》
- 《最后的极权》